# 田村一郎 (数学者)
田村 一郎（たむら いちろう、1926年10月23日 - 1991年2月21日）は、日本の数学者、東京大学名誉教授。専門は位相幾何学。

## 来歴
東京出身。1953年に東京大学理学部数学科卒業、大学院に進み、1957年、理学部助手。1960年、「M空間の特性類」で理学博士。1961年、教養学部助教授。1962年に理学部助教授、1967年に理学部教授、1987年、定年退官、名誉教授、東京電機大学教授。1991年2月21日、肝不全のため死去。

## 著書
- トポロジー 1972 (岩波全書)
- 葉層のトポロジー 岩波書店 1976 (数学選書)
- 岩波講座基礎数学 幾何学 3 微分位相幾何学 1-3 岩波書店 1977-1978
- 微分位相幾何学 岩波書店 1992.2

## 翻訳
- 力学系入門 スメール,ハーシュ 水谷忠良,新井紀久子共訳 岩波書店 1976.12

## 参考
- 松本幸夫, 清水忠雄, 新谷晶子「訃報」『東京大学理学部弘報』第22巻第4号、東京大学理学部、1991年3月、40-41頁、NAID 120001631237。